# امرأة مطلقة (فلم)
امرأة مطلقة فيلم دراما مصري للمخرج أشرف فهمي عام 1986 عن قصة الكاتبة حسن شاه ومن سيناريو وحوار مصطفى محرم. الفيلم من بطولة نجلاء فتحي وسميرة أحمد ومحمود ياسين وفريد شوقي  وتدور الأحداث حول وقوف زينب الممرضة بجانب زوجها فتحي، إلا أنه - وبعد أن أصبح أحد قيادات البنك الذي يعمله به - يقرر الزواج من سكرتيرته سلوى، ويطلق زينب.
صدر الفيلم إلى دور العرض المصرية في 7 يونيو 1986، بسينما ديانا بالقاهرة.
منح موقع قاعدة بيانات الأفلام على الإنترنت (IMDB) الفيلم درجة 5.4/ 10.
منح موقع قاعدة بيانات الأفلام العربية «السينما.كوم» الفيلم درجة 6.4/ 10.

## طاقم التمثيل
نجلاء فتحي: في دور سلوى المنزلاوي (سكرتيرة في بنك)
سميرة أحمد: في دور زينب المغاوري (ممرضة)
محمود ياسين: في دور فتحي عبد الرحمن (موظف بنك)
فريد شوقي: في دور حنفي زينهم (زوج شقيقة زينب)
خيرية أحمد: في دور سعدية المغاوري (شقيقة الممرضة زينب)
علي الشريف: في دور المعلم فهيم عبد الغني (الثري)
صلاح قابيل: في دور راجح (محامي الزوج فتحي)
رشاد عثمان: في دور حسين (محامي الزوجة زينب)
عبد العزيز مخيون: في دور القاضي
صافيناز الجندي: في دور فوزية
سميحة محمد: في دور زوجة المعلم فهيم عبد الغني
عزت عبد الجواد: في دور عبد العظيم
عبد الجواد متولي: في دور الدكتور مصطفى رمزي
عادل أبو الغيط: في دور المحضر
حسين الشريف: في دور الضابط
عبد المنعم النمر: في دور الصيدلي
سيد صادق: في دور عبد الستار
محمود رشاد: في دور الطبيب
بثينة عبد النبي: في دور مسعدة
بالاشتراك مع: كريمة مختار - فريدة سيف النصر - نجاح الموجي - نعيمة الصغير - مجدي إمام - فؤاد خليل - إنعام سالوسة - عبد المنعم قناوي - لمياء الأمير - حللي محمد - مطاوع عويس - صالح العويل - صباح محمود - علية علي - فاطمة وجدي - ناصر سيف - مجدي صبحي - مصطفى علاء الدين - أحمد العضل - وسيلة حسين.

## إنتاج الفيلم
عرضت شركة الإنتاج بطولة الفيلم على الفنانة مديحة كامل (1948 - 1997) في عام 1985 أثناء الإعداد للفيلم، وخلال لقاء لها على شاشة التليفزيون المصري مع الإعلامية سلمى الشماع في برنامج «زووم»، وعلى فراش المرض حيث كانت تعاني من متاعب صحية لثاني مرة تصيبها، وكان التشخيص «جلطة في الأوردة العميقة للساق اليسرى» نتيجة الإرهاق الشديد وحالة حزن شديدة تعرضت لها أثناء العمل والتحضير لمسرحية جديدة لمسرح التلفزيون، وأشارت خلال اللقاء، إلى أنها رشحت لبطولة فيلم «امرأة مطلقة» من إخراج أشرف فهمي (ولم توضح في أي الأدوار كان ترشحها، وذكرت عنوان الفيلم «مطلقة» فقط).

## أحداث الفيلم
يعمل فتحي عبد الرحمن (محمود ياسين) موظفاً متواضعاً في بنك، ويعاني من الفقر والحرمان لذلك فهو أناني متسلق يسعى لمصلحته دون مراعاة مصلحة الآخرين. يدخل المستشفى وحيداً ضعيفاً فتقف بجواره الممرضة زينب المغاوري (سميرة أحمد) حتى يسترد صحته وترى فيه زوجاً مناسباً، وتساهم في تأسيس شقة دفعت ثمنها من مدخراتها، وتكتبها بإسمه. تمر السنوات ويصعد فتحي في السلم الوظيفي ويقترب من مركز مدير البنك، وتنشغل عنه زينب بعملها وسهرها كما انها لا يستكن لها حمل فهى دائمة السقوط. يعجب فتحي بسكرتيرته الشابة سلوى المنزلاوي (نجلاء فتحي) فيشكو لها من معاناته مع زوجته، ووحدته، ورغبته في الزواج منها، ولأن سلوى قادمة من قرية صغيرة، وتقيم في بيت للمغتربات، وسبق لها أن تركها حبيبها كمال (ناصر سيف) لأسباب مالية، وتتمنى الاستقلال مع زوج يمكنه إسعادها. يطلق فتحي زوجته زينب ويطردها من البيت، فتلجأ لبيت شقيقتها سعدية (خيرية أحمد) وزوجها حنفي زينهم (فريد شوقي) الموظف السابق بقلم المرور، وتلجأ زينب للشرطة وتحال إلى النيابة التي تحيلها لمحكمة الأحوال الشخصية. يرى القاضي (عبد العزيز مخيون) أن الطلاق رجعياً ويحق لزينب البقاء في الشقة طوال فترة المراجعة، ويتبارى محامي الطرفين في النزاع، راجح (صلاح قابيل) محامى فتحى، وحسين (رشاد عثمان) محامي زينب الذي يثبت أنها حامل وتعامل معاملة الحاضن حتى تضع حملها ويمكنها من الشقة. ينصح راجح، محامي فتحي، بزواجه السريع حتى تتمكن الزوجة الجديدة من الشقة. يسارع فتحي بالزواج من سلوى ويلجأ للشرطة لتدخل عروسه الشقة. تتعدد المشاكل بين سلوى وزينب، ويسافر فتحي في مأمورية، وتصاب سلوى بمغص كلوي كاد أن يقتلها لولا تدخل زينب، مما جعل سلوى تغير فكرتها عن زينب وتتعاطف معها. يأتى للمنزل وفداً ريفياً تعلم منه سلوى أن فتحي ورث 8 أفدنه عن عمه، وباع ثلاثة لهم بمبلغ 60 ألف جنيه، ثم قام ببيع نفس الأرض لمشتريين آخرين بينما كان فتحي يدعي لها بالفقر وقلة ذات اليد وعدم القدرة على شراء شقة جديدة. تدخل المريضة (سميحة محمد)، زوجة المعلم فهيم عبد الغني (علي الشريف)، المستشفى ويلتقي المعلم فهيم بالممرضة زينب ويعجب بها خصوصاً بعد علمه بأنها مطلقة، ويطلبها للزواج ورغم أنه غني إلا أنها ترفض بدعوى أنه غير متعلم، ولا يفقد المعلم فهيم الأمل ويظل يلاحقها. يرى الدكتور (محمود رشاد) أن حمل زينب خطراً على حياتها، ولابد من اجهاضها، بينما ترى زينب أن ضياع الحمل يعني موتها. يحدث صراع بين الطبيب وزينب وينتهي لصالح الطبيب بالتخلص من الجنين. تصبح زينب، بعد فقد الحمل، بلا مأوى، ويحتفل فتحى بهذه المناسبة بينما تطلب سلوى منه الطلاق. أما زينب فلا تجد أمامها سوى المعلم فهيم وتستقل سيارته إلى حيث يقودها رغم اعتراض سلوى. 

## استقبال الفيلم
قام موقع شبابيك بتوضيح العلاقة بين الفيلم وقوانين الأحوال الشخصية والطلاق في مصر حيث كتبت أماني عماد في 15 نوفمبر 2016: "بعد نجاح فيلمها الأول "أريد حلا"، ورغم صدور القانون المعروف بـ"قانون جيهان السادات"، تبعته الكاتبة حسن شاه بفيلمها الثاني "امرأة مطلقة" من إنتاج عام 1986، في محاولة منها لكشف سلبيات هذا القانون الذي ينص على أن الشقة تصبح من حق الزوجة إذا كانت حاضنة فقط، أما إذا لم تكن حاضنة، فلا حق لها في الشقة إطلاقاً ومن خلال أحداث الفيلم، وبعد أن ساعدته زوجته "زينب" (سميرة أحمد) لكي يصبح مركزه مرموقا في البنك الذي يعمل به، تدخل امرأة أخرى في حياة "فتحي" (محمود يس)، ليقرر أن زوجته لم تعد تناسبه، وذلك عقب مرور 18 عاما على زواجهما، ثم يتضح بعد ذلك أنه تزوج للمرة الثانية لأنه طامع في الاستيلاء على الأرض التي تملكها زوجته الجديدة ويتغير الوضع عندما تكتشف "زينب" بعد طلاقها أنها حامل، ما يعطيها الحق في أن تعيش في نصف الشقة فقط، بينما يعيش طليقها مع زوجته الجديدة بالنصف الآخر، ما يجعلها تعاني عذاب الغيرة.
وهنا تتضح مشاعر المرأة الحقيقية تجاه شريكها، والتي يجب أن تحاول التخلص منها فور حدوث الطلاق لكي تستطيع استكمال حياتها بدونه، وذلك لأن انفصال الزوجين لا يعني بالضرورة أن يصبحا أعداء، فمن الممكن أن يحافظا على علاقات الاحترام بينهما، إذا أرادا تحقيق ذلك".

## روابط خارجية
- مقالات تستعمل روابط فنية بلا صلة مع ويكي بيانات
- امرأة مطلقة على الدهليز
- امرأة مطلقة على كاروهات

https://www.youtube.com/watch?v=ipYJjlN9IuU امرأة مطلقة (فيلم)